# Mariusz Malec
Mariusz Malec (Chorzów, 4 aprile 1995) è un calciatore polacco, difensore del Pogoń Stettino.

## Carriera
Ha giocato nella prima divisione polacca.